# جائزة غولدن غلوب لأفضل أغنية أصلية
جائزة غولدن غلوب لأفضل أغنية أصلية هي جائزة منحت لأول مرة في عام 1962 وأصبحت تمنح سنوياً منذ عام 1965 من قبل رابطة هوليوود للصحافة الأجنبية. الجائزة تقدم لكاتب أغنية كتبها خصيصاً لفيلم. مؤدوا الأغنية لا تنسب لهم الأغنية إلا إذا كتبوها أو شاركوا في كتابتها.